# AN/SLQ-25 Nixie

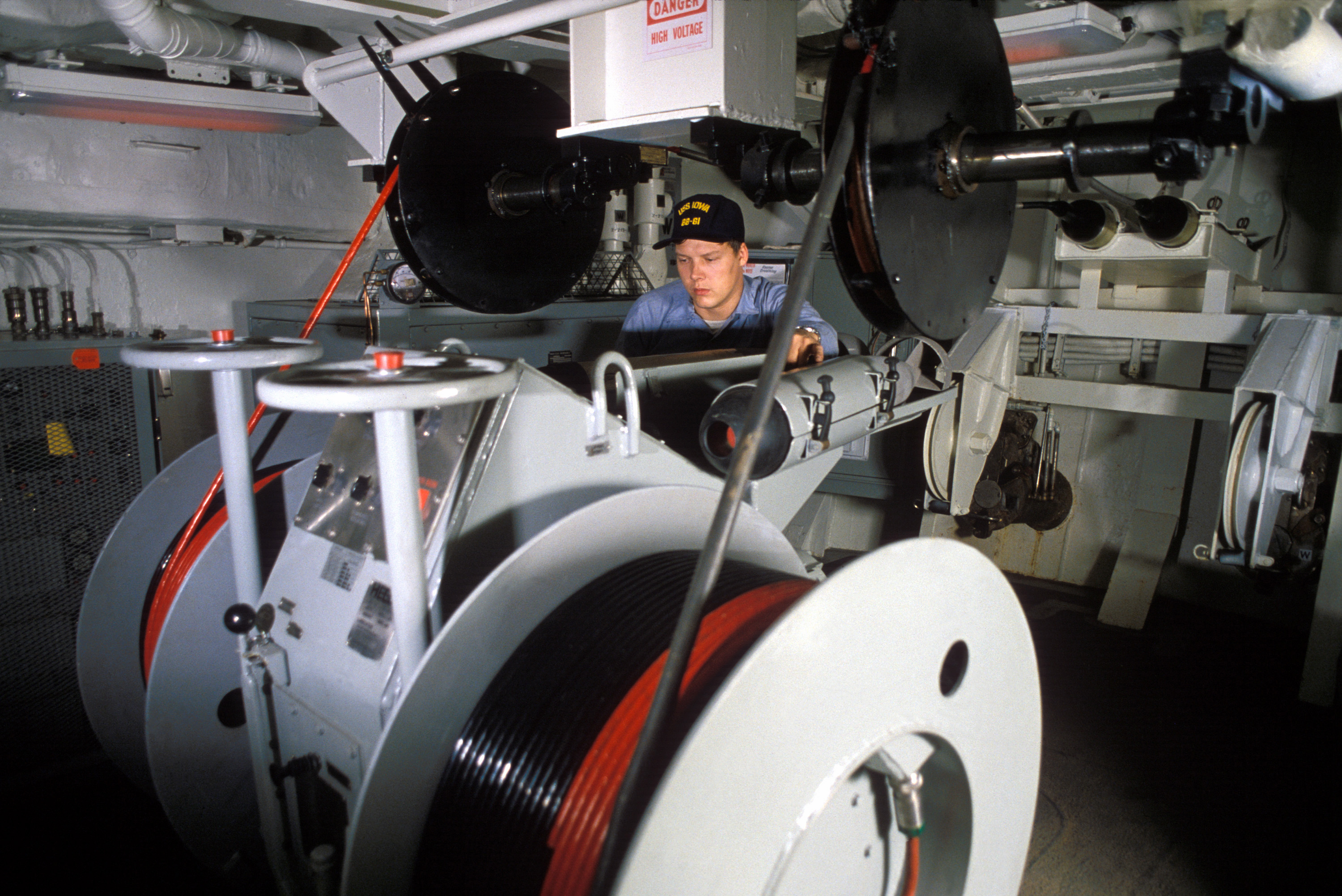
AN/SLQ-25 Nixie-Täuschkörpersystem an Bord der Iowa. Winde mit 2 Haspeln, Kabel mit roter Farbmarkierung, 2 Rohre führen durch den Heckspiegel. Mitte: Reserve-Täuschkörper mit Heckflossen.

Die AN/SLQ-25 Nixie ist ein geschlepptes Täuschkörpersystem gegen Torpedos, das auf Kriegsschiffen der United States Navy und deren Verbündeter verwendet wird.

## Geschichte
Das System wurde in den 1960er Jahren entwickelt und ab den 1970er Jahren als AN/SLQ-25 Nixie eingesetzt. Ähnliche Systeme waren bereits während des Zweiten Weltkrieges von der US Navy getestet worden. Das System wurde serienmäßig erstmals in der Farragut-Klasse und der Oliver-Hazard-Perry-Klasse eingebaut. Seitdem wurde das System verbessert und in den 1980er Jahren als AN/SLQ-25A Nixie eingesetzt.

## Technik
Das System besteht aus einem stromlinienförmigen Täuschkörper, der einen Schallerzeuger enthält und an einem langen, gut daumendickem  Kabel etwa 300 m hinter dem Schiff hergeschleppt wird, sowie einem Signalerzeuger an Bord des Schiffs. Die Funktion des Täuschkörpers besteht darin, das passive Sonar des angreifenden Torpedos vom eigentlichen Ziel, dem Schiff, abzulenken, indem es die Geräusche des Schiffs imitiert.
Zumeist sind zwei Täuschkörper auf den Schiffen vorhanden, die paarweise verwendet werden.
Die Versionen AN/SLQ-36 Nixie verfügen über eingebaute, passive Sensoren zur Ortung von Torpedos, Sonar und Geräuschquellen und wird nur von der US Navy auf Flugzeugträgern eingesetzt. Diese Version verfügt über die Möglichkeit, Bedrohungen zu analysieren, um geeignete Gegenmaßnahmen einleiten zu können.